# Blanka d’Artois
Blanka d’Artois (ur. 1248, zm. 1302) – hrabianka Artois, królowa Nawarry i hrabina Szampanii w latach 1270–1274 jako żona Henryka Grubego, regentka królestwa Nawarry w latach 1274–1275, jedyna córka Roberta I z dynastii Kapetyngów i Matyldy Brabanckiej, matka królowej Joanny I.

## Pochodzenie
Urodziła się w 1248 roku jako jedyna córka Roberta I, królewicza francuskiego i hrabiego Artois i Matyldy Brabanckiej. Ze strony ojca była wnuczką króla Francji Ludwika Lwa. Jej bratem był Robert II, który urodził się już po śmierci ojca w 1250 roku.

## Królowa Nawarry
W 1269 roku poślubiła Henryka z dynastii Blois, którego brat Tybald II (żonaty z kuzynką Blanki, Izabelą) był królem Nawarry. Rok po ślubie szwagier Blanki zmarł bezpotomnie i jej mąż został królem. W 1274 roku Blanka została wdową i objęła regencję w imieniu córki, która została królową Nawarry jako Joanna I. Z powodu trudności w sprawowaniu regencji w Nawarze zwróciła się o pomoc do swojego kuzyna, Filipa III Śmiałego. Król Francji wykorzystał to i zaręczył swojego syna Filipa z Joanną już w 1275 roku.

## Drugie małżeństwo
W 1276 roku z inicjatywy królowej-wdowy Francji Małgorzaty Prowansalskiej Blanka poślubiła jej siostrzeńca, Edmunda Crouchbacka (młodszego brata króla Anglii Edwarda I). W 1284 roku odbył się ślub córki Blanki z Filipem Pięknym, który rok później objął tron Francji. Wtedy Blanka i Edmund utracili regencję nad Szampanią.

## Ostatnie lata życia
W 1296 roku Blanka ponownie została wdową i dwa lata później powróciła do Francji. Zmarła w 1302 roku, trzy lata przed swoją najstarszą córką. Do 1328 roku Francja i Nawarra miały wspólnego władcę – synów Joanny I. Po śmierci najmłodszego z nich (Karola Pięknego) korona Nawarry trafiła do prawnuczki Blanki, Joanny II Małej.

## Potomstwo
Z pierwszego małżeństwa z Henrykiem Grubym, królem Nawarry:
- Tybald (zmarł we wczesnym dzieciństwie)[1]
- Joanna I (1273–1305), królowa Nawarry i hrabina Szampanii od 1274 roku oraz królowa Francji od 1285 roku jako żona Filipa IV Pięknego[1].

Z drugiego małżeństwa z Edmundem, bratem króla Anglii Edwarda I:
- Thomas Plantagenet (ok. 1278 – 22 marca 1322), 2. hrabia Lancaster
- Henry Plantagenet (1281 – 25 marca 1345), 3. hrabia Lancaster
- John Plantagenet (ok. 1282–1327), lord Beaufort
- Mary Plantagenet (ok. 1284 – ok. 1289).